# استان کفرالشیخ
استان کفرالشیخ (به عربی: محافظة کفرالشیخ) از استان‌های کشور مصر است.